# Меитоку
Меитоку (明徳) је јапанска ера (ненко) Северног двора током првог раздобља Муромачи периода, познатог још и као Нанбокучо период. Настала је после Ко и пре Оеи ере. Временски је трајала од марта 1390. до јула 1394. године. Након октобра 1392, Меитоку је заменила еру Јужног двора (Генчу). Владајући монарх у Кјоту био је цар Го-Комацу а у Јужном двору у Јошину цар Го-Камејама.
Ера Генчу (1384–1392) била је еквивалент Јужном двору али када су два двора спојена, Генчу је у деветој години престала да постоји па је ера настављена као Меитоку 3.

## Важнији догађаји Меитоку ере
Ашикага Јошимицу учврстио је снагу шогуната тако што је потиснуо утицај самог шогуна и шугоа током Токи Јасујуки побуне, Меитоку рата и Оеи побуне. Током 1392. године, Северни двор преузима царске симболе (мач, огледало и драги камен) од Јужног двора и са абдикцијом цара Го Камејаме, царске династије и ере се опет уједињују. Хосокава Јоријуки који је реуспоставио шогунат након пораза у државном удару Корјаку ере, умире 1392. године током Меироку побуне а њега већ следеће године замењује Шиба Јошимаса.
- 1390. (Меитоку 1):-- Кусуноки је поражен. Јамана Уџикијо кажњава Токинагу.[5]
- 1391. (Меитоку 2): Јамана Уџикјо напада Кјото[6] током Меитоку рата (1391-1394) у коме је Јошимицу покушао да сруши снагу Јамана клана који су контролисали једанаест провинција.[7]
- 1392. (Меитоку 3), позната и као Генчу 9: Северни и Јужни двор се спајају под владавином цара Го Комацуа.[6]